# Coelotes decolor
Coelotes decolor är en spindelart som beskrevs av Nishikawa 1973. Coelotes decolor ingår i släktet Coelotes och familjen mörkerspindlar. Inga underarter finns listade i Catalogue of Life.